# Schloss Angern (Angern an der March)

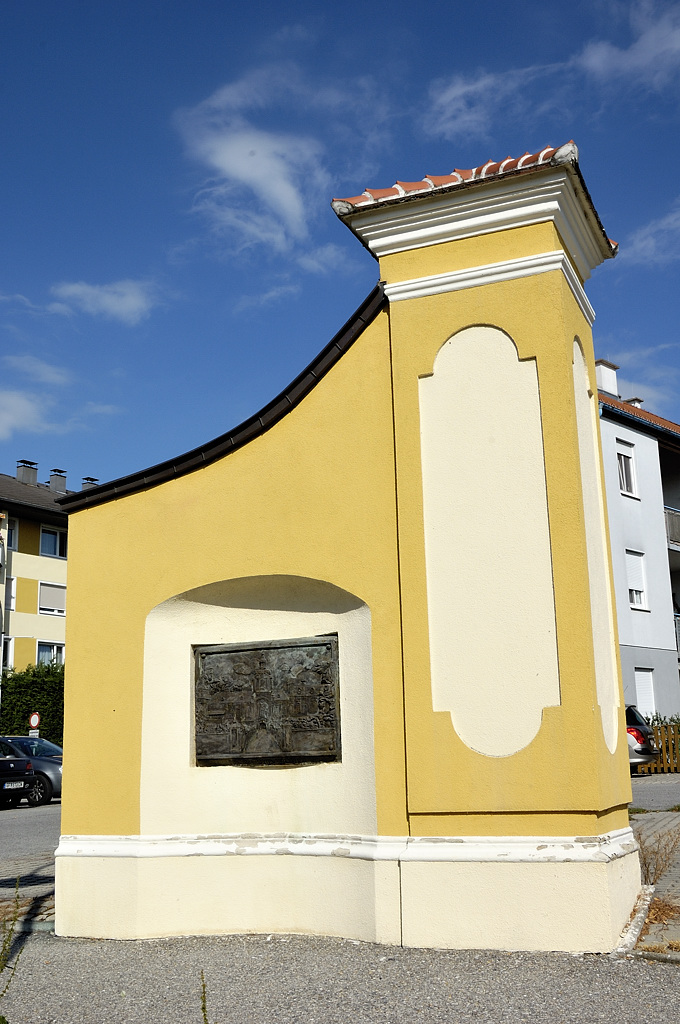
Teile der Toranlage

Schloss Angern war ein Schloss in Angern an der March in Niederösterreich. Die Reste des Schlosses stehen unter Denkmalschutz (Listeneintrag).

## Geschichte
Im Jahr 1314 wurde erstmals eine Burg erwähnt, die aber gegen Ende des 15. Jahrhunderts zerstört und zwischen 1531 und 1544 als Schloss im Stil der Renaissance wiedererrichtet wurde. 1722 an das böhmische Adelsgeschlecht Kinsky gelangt, veräußerte 1910 Rudolf Christian Graf Kinsky von Wchinitz und Tettau (1855–1919; 1902–1908 Mitglied des niederösterreichischen Landtags) das in Pacht von Heinrich Graf Lamberg (1841–1929) stehende Schloss an Gustav und Wilhelm Löw. 1938 zwang das NS-Regime die jüdischen Unternehmer zum Verkauf von Gutsbetrieb und Schloss. Am 8. April 1945 wurde die Baulichkeit von abziehenden Soldaten der Wehrmacht in Brand gesetzt. Nach 1945 kam der in deutschem Eigentum befindliche Gutsbetrieb samt Schlossruine unter die Verwaltung der USIA, 1956 erfolgte die Restitution an die rechtmäßigen Eigentümer – welche sich für einen Verkauf entschieden. Von der endgültigen Demolierung der Reste des Schlosses 1968 blieb bis heute nur ein kleiner Teil der Portal-Laibung erhalten; das Grundstück wurde nachfolgend für Wohnneubauten genutzt.
Es gibt von dem einst prachtvollen Schloss einen Stich von Georg Matthäus Vischer (1628–1696).

## Video
- Leopold Hainisch (Buch, Regie), Gerhard Fritsch (Text): Die Ebene der sterbenden Schlösser. Österreichischer Rundfunk. Fernsehfilm. S. l. (2. November) 1957, 29:59 min. (Schloss Angern: min 15:20–16:40).